# واترلو (كندا)
واترلو مدينة كندية تقع في مقاطعة أونتاريو من أشهر معالمها جامعة واترلو.

## المناخ
يظهر الجدول التالي التغييرات المناخية على مدار السنة لواترلو:
| البيانات المناخية لـواترلو                    | البيانات المناخية لـواترلو | البيانات المناخية لـواترلو | البيانات المناخية لـواترلو | البيانات المناخية لـواترلو | البيانات المناخية لـواترلو | البيانات المناخية لـواترلو | البيانات المناخية لـواترلو | البيانات المناخية لـواترلو | البيانات المناخية لـواترلو | البيانات المناخية لـواترلو | البيانات المناخية لـواترلو | البيانات المناخية لـواترلو | البيانات المناخية لـواترلو |
| الشهر                                         | يناير                      | فبراير                     | مارس                       | أبريل                      | مايو                       | يونيو                      | يوليو                      | أغسطس                      | سبتمبر                     | أكتوبر                     | نوفمبر                     | ديسمبر                     | المعدل السنوي              |
| --------------------------------------------- | -------------------------- | -------------------------- | -------------------------- | -------------------------- | -------------------------- | -------------------------- | -------------------------- | -------------------------- | -------------------------- | -------------------------- | -------------------------- | -------------------------- | -------------------------- |
| الدرجة القصوى قرينة الرطوبة                   | 13.4                       | 13.0                       | 28.0                       | 33.7                       | 39.6                       | 43.2                       | 47.7                       | 48.3                       | 41.2                       | 34.5                       | 24.4                       | 22.1                       | 48.3                       |
| الدرجة القصوى °م (°ف)                         | 14.2 (57.6)                | 13.7 (56.7)                | 27.0 (80.6)                | 29.2 (84.6)                | 32.0 (89.6)                | 36.1 (97.0)                | 36.0 (96.8)                | 36.5 (97.7)                | 33.3 (91.9)                | 29.4 (84.9)                | 21.7 (71.1)                | 18.7 (65.7)                | 36.5 (97.7)                |
| متوسط درجة الحرارة الكبرى °م (°ف)             | −2.6 (27.3)                | −1.2 (29.8)                | 3.6 (38.5)                 | 11.5 (52.7)                | 18.5 (65.3)                | 23.6 (74.5)                | 26.0 (78.8)                | 24.8 (76.6)                | 20.4 (68.7)                | 13.5 (56.3)                | 6.3 (43.3)                 | 0.2 (32.4)                 | 12.0 (53.6)                |
| المتوسط اليومي °م (°ف)                        | −6.5 (20.3)                | −5.5 (22.1)                | −1 (30)                    | 6.2 (43.2)                 | 12.5 (54.5)                | 17.6 (63.7)                | 20.0 (68.0)                | 18.9 (66.0)                | 14.5 (58.1)                | 8.2 (46.8)                 | 2.5 (36.5)                 | −3.3 (26.1)                | 7.0 (44.6)                 |
| متوسط درجة الحرارة الصغرى °م (°ف)             | −10.3 (13.5)               | −9.7 (14.5)                | −5.6 (21.9)                | 0.8 (33.4)                 | 6.4 (43.5)                 | 11.5 (52.7)                | 14.0 (57.2)                | 12.9 (55.2)                | 8.6 (47.5)                 | 2.9 (37.2)                 | −1.4 (29.5)                | −6.8 (19.8)                | 2.0 (35.6)                 |
| أدنى درجة حرارة °م (°ف)                       | −31.9 (−25.4)              | −29.2 (−20.6)              | −25.4 (−13.7)              | −16.1 (3.0)                | −3.9 (25.0)                | −0.6 (30.9)                | 5.0 (41.0)                 | 1.1 (34.0)                 | −3.7 (25.3)                | −8.3 (17.1)                | −15.4 (4.3)                | −27.2 (−17.0)              | −31.9 (−25.4)              |
| أدنى درجة حرارة تبريد الرياح                  | −40.5                      | −37.1                      | −30.2                      | −20.6                      | −8.1                       | 0.0                        | 0.0                        | 0.0                        | −4.1                       | −11.9                      | −22.2                      | −31.2                      | −40.5                      |
| الهطول مم (إنش)                               | 65.2 (2.57)                | 54.9 (2.16)                | 61.0 (2.40)                | 74.5 (2.93)                | 82.3 (3.24)                | 82.4 (3.24)                | 98.6 (3.88)                | 83.9 (3.30)                | 87.8 (3.46)                | 67.4 (2.65)                | 87.1 (3.43)                | 71.2 (2.80)                | 916.5 (36.08)              |
| معدل هطول الأمطار مم (إنش)                    | 28.7 (1.13)                | 29.7 (1.17)                | 36.8 (1.45)                | 68.0 (2.68)                | 81.8 (3.22)                | 82.4 (3.24)                | 98.6 (3.88)                | 83.9 (3.30)                | 87.8 (3.46)                | 66.1 (2.60)                | 75.0 (2.95)                | 38.0 (1.50)                | 776.8 (30.58)              |
| متوسط تساقط الثلوج سم (إنش)                   | 43.7 (17.2)                | 30.3 (11.9)                | 26.5 (10.4)                | 7.3 (2.9)                  | 0.38 (0.15)                | 0.0 (0.0)                  | 0.0 (0.0)                  | 0.0 (0.0)                  | 0.0 (0.0)                  | 1.4 (0.6)                  | 13.0 (5.1)                 | 37.2 (14.6)                | 159.7 (62.9)               |
| متوسط أيام هطول الأمطار (≥ 0.2 mm)            | 18.2                       | 14.2                       | 13.8                       | 13.7                       | 12.4                       | 12.0                       | 10.6                       | 10.7                       | 12.2                       | 13.9                       | 16.4                       | 18.1                       | 166.0                      |
| متوسط الأيام الممطرة (≥ 0.2 mm)               | 5.6                        | 5.0                        | 6.9                        | 11.5                       | 12.4                       | 12.0                       | 10.6                       | 10.7                       | 12.2                       | 13.7                       | 11.6                       | 6.9                        | 118.7                      |
| متوسط الأيام المثلجة (≥ 0.2 cm)               | 16.1                       | 11.9                       | 9.0                        | 3.3                        | 0.18                       | 0.0                        | 0.0                        | 0.0                        | 0.0                        | 0.91                       | 6.5                        | 14.4                       | 62.2                       |
| متوسط الرطوبة النسبية (%) (at {{{time day}}}) | 86.4                       | 83.4                       | 84.8                       | 84.4                       | 84.7                       | 87.0                       | 90.1                       | 93.6                       | 94.3                       | 90.6                       | 87.6                       | 87.1                       | 87.8                       |
| المصدر: Environment Canada                    |                            |                            |                            |                            |                            |                            |                            |                            |                            |                            |                            |                            |                            |

## أعلام
- تود بروكر
- هاري فيشر
- إدنا ستابلر
- بوبي باور
- بوبي كونتز
- آيسايا بومان
- بيل غولدزورثي
- نوربرت مولر
- بياتريس ورسلي
- ويس غراهام